# Karangtengah (Ampelgading)
Karangtengah is een plaats en bestuurslaag (kelurahan) in het onderdistrict (kecamatan) Ampelgading in het regentschap Pemalang in de Indonesische provincie Midden-Java op Java, Indonesië. Karangtengah telt 2.826 inwoners (volkstelling 2010).